# Gamania
Gamania (Game+Mania) (chino tradicional: 遊戲橘子, significa 'Juego Naranja') es una empresa de juegos de Taiwán, dirigida por Albert Ryoo. Fue fundada el 12 de junio de 1995. Su nombre chino significa literalmente la "mandarina del juego", y mandarina en taiwanés se pronuncia "Gama". El nombre completo de la empresa es Gamania Digital Entertainment. Su centro de operaciones está en Taiwán y el lema de la empresa es "tiene un buen JUEGO!". Gamania publica y desarrolla juegos exclusivamente en Asia. Gamania mantiene juegos coreanos, tales como Lineage, Lineage II, EverQuest, Seal, MapleStory, y Mabinogi en Taiwán. Tiene un rédito de 1.94 mil millones NT$. En marzo de 2004, la empresa contrató el empleado número 1000.
Gamania ofrece productos de entretenimiento en China, Hong Kong, Japón y Corea.